# Eu la grădina zoologică
Eu la grădina zoologică este primul videoclip care a fost vreodată încărcat pe YouTube. Acesta a fost încărcat la 20:27 într-o zi de sâmbătă, pe 23 aprilie 2005. A fost încărcat de Jawed Karim, unul dintre co-fondatorii site-ului, sub numele de utilizator "jawed".  Descris de The Observer ca "un videoclip de calitate proastă", videoclipul a fost filmat de Yakov Lapitsky la o grădina zoologică din San Diego. În videoclip este filmat studentul numit Karim ce se află în fața țarcului cu elefanți. El spune în material că elefanții "'au trompele foarte foarte foarte lungi". Întregul videoclip are 18 secunde. 

## Moștenire
"Los Angeles Times" afirmă: "Primul videoclip încărcat pe YouTube a jucat un rol fundamental în viața oamenilor, care de atunci au intrat într-o eră de aur a creării materialelor video de aproximativ un minut."  În martie 2014, videoclipul a avut peste 15 milioane de vizualizări și peste 97.000 de comentarii. 
În anul 2013 descrierea clipului a fost actualizată în semn de protest pe Google+ și au fost adăugate două adnotări videoclipului. În luna august a anului 2014, video-ul a avut peste 16 milioane de vizualizări și peste 102.000 de comentarii.